# 何啟
何啟爵士，CMG，JP，MRCS（Sir Kai Ho，1859年3月21日—1914年7月21日），原名何神啟，字迪之，號沃生（另一寫法為何啓）。香港出生，籍貫廣東南海（今佛山市南海區），香港基督教徒、醫生、大律師、商人暨政治家，何福堂家族成員，是香港第一位獲封為爵士的華人。

## 生平
何啟的父親是何福堂牧師，胞姐為何妙齡，姐夫為首名華人立法局非官守議員伍才（伍廷芳）。
何啟最开始在香港就读于中央書院，后于1871年9月被家人送往英國留學。何启先在Palmer House School读书，然后于1875年9月进入位于苏格兰北部的阿伯丁大學学习医学。1879年，何启获得了MBCM学位并前往圣托马斯医院接受临床培训。同年，何启从阿伯丁大学毕业并成为了第一位华人专业内科医生。之后何启进入林肯律師學院继续学习，并在1881年成为大律师。在倫敦期间，何启與英国人雅麗氏（Alice Walkden）結婚。1882年，何启夫妇返回香港。
1887年，何启與倫敦傳道會及有熱帶醫學之父之稱的白文信醫生共同創辦香港雅麗氏利濟醫院（後成為今天之雅麗氏何妙齡那打素醫院），而医院附設的香港華人西醫書院，就是日后香港大學醫學院的前身。
1890年獲得委任為定例局非官守議員。1909年出任香港大學助捐董事會主席。由於在香港社會貢獻良多，於1912年，何啟獲得英國政府頒授爵士勳銜。
何啟於1914年逝世，安葬於跑馬地香港墳場。

## 家庭
何啟回港初期受兄姐何添及何妙齡地產投資失利牽連而陷入財困。到晚年何啟因投資不善陷於債務，需要姻親區德和好友曹善允等人接濟。於1914年逝世後由於生活拮据，區德和曹善允等又各自出資750港元，作為殮葬何啟和接濟其家人的費用。香港政府則提供學費資助予在學的何永乾、何永元、何永利、何永安、何永康及好友韋寶珊接濟其家庭。1918年何啟子女一家遷居上海投靠姑丈伍廷芳。
何啟於倫敦期間與英國人雅麗氏（Alice Walkden）結婚，於1882年返回香港。誕下一女後於1884年因傷寒去世。後續弦娶父親為美國人的黎玉卿為妻。何啟育有十子八女，除長女外皆為黎氏所出。。

### 子
- 長子何永貞：妻子區氏為區德之女，1909年曾肄業於香港西醫書院，後任職上海南京鐵路技監，有一子何鸿铎、孫女何纪青[4]
- 次子何永亨：已婚，1909年曾肄業於香港西醫書院，後任職上海南京鐵路
- 三子何永乾（1892－？）：1916年畢業於香港大學工程學院，同學為妹夫傅秉常，後任Hall and Hall Associates建築師行合夥人，有一子Arnold Hall
- 四子何永元（1894－？）：畢業於香港大學工程學院，後任Hall and Hall Associates建築師行合夥人
- 五子何永利（1895－？）：1914年獲香港大學取錄，後任職上海浦東鐵路
- 六子何永安（1900－？）：1917年畢業於聖保羅書院，後任職上海南京鐵路
- 七子何永康（1903－1997）：1914－1918年間肄業於聖保羅書院，1918年隨家人移居上海學習
- 八子何永感（1909－？）：1914－1918年間在香港預備班學習，1918年隨家人移居上海學習
- 九子何永德（1910－？）：1918年隨家人移居上海學習
- 十子何永謝（1913－？）：1918年隨家人移居上海學習

### 女
- 何女（1884－？）：雅麗氏之女，1884年母親逝世後送回英國親人撫養，早逝未婚
- 長女何瑞金：丈夫為表哥伍朝樞，隨伍廷芳到民國政府從政
- 次女何瑞銀
- 三女何瑞銅：已婚
- 四女何瑞鐵：丈夫香港牙醫Herbert To
- 五女何瑞錫（1898－？）：丈夫傅秉常為何永乾同學兼香港大學首位一級榮譽畢業生，初投伍廷芳門下，後官至外交部部長[5]，何瑞錫於1914-18年間在香港預備班學習
- 六女何瑞華（1901－？）：1914－1918年間在香港預備班學習
- 七女何瑞美

## 贡献

### 何啟與中國
何啟對當時的中國國勢十分關心。相關的論述有：
- 1887年：《曾論書後》：批評曾紀澤的《中國先睡後醒論》。
- 1895年：《新政論議》：受甲午戰爭的失敗所影響，提出改革中國的建議。
- 1898年：《康說書後》：反對康有為鼓動中國人的排外情緒，認為應以和平的態度處理國際關係。
- 1899年：《勸學篇書後》：批評張之洞「中體西用」的方法。
- 1902年：《新政真銓》：与胡礼垣合撰，为集结1887-1900年所写九篇文章而成。

何啟曾擔任孫中山的老師，亦曾支持其革命事業。孫中山曾說過：「自己受惠於何啟之教。」

### 何啟與香港醫療
1887年，何啟為紀念在1884年去世的亡妻雅麗氏而出資於上環荷李活道興建雅麗氏紀念醫院（Alice Memorial Hospital），成為本港首間為貧苦華人提供西醫治療的醫院，醫院後來與那打素醫院合併。1904年，何啟又創立雅麗氏紀念產科醫院（Alice Memorial Maternity Hospital），是香港第一所產科醫院，也是華人地區最早的產科醫院之一；1906年，由於雅麗氏醫院和那打素合併後，病床仍出現不足情況，何啟之胞姐何妙齡捐款興建新醫院，起名何妙齡醫院（Ho Miu Ling Hospital）。後至1954年，那打素醫院、雅麗氏紀念產科醫院及何妙齡醫院三家醫院合併為雅麗氏何妙齡那打素醫院，後來醫院遷至今大埔現址。
何啟亦是倡建廣華醫院的其中一人，更曾為該醫院的董事局主席。廣華醫院最終於1911年成立。

### 何啟與香港大學
本身是西醫的何啟，眼見本地的醫療培訓不足，便和志同道合的好友合辦香港西醫書院，並親任講師，培訓本地醫療人才。1907年，香港總督盧吉提出興辦本地大學的主張。何啟表示贊成，更提出「三院制」，即主張將已有的香港西醫書院、香港工程學院，以及新增香港文學院合成一所大學。1909年，香港大學籌備委員會成立，何啟更出任捐助董事會主席，香港各界均有捐助。至1912年3月，香港大學正式揭幕。

### 何啟與「啟德」
19世紀末期，有人在宋王臺聖山採石作建築材料，對宋王臺古跡造成威脅。何啟支持九龍城居民發起的保存宋王臺運動，1898年8月15日在立法局提出動議，要求政府立法保存宋王臺古跡。1899年，立法局通過《保存宋王臺條例》，禁止在宋王臺聖山採石。
在19世紀80年代九龍半島平地多用作住宅區，人口因商業繁盛而急劇增加，居民住宅擠迫之狀非常惡劣，何啟姐夫伍才（伍廷芳）提出於九龍灣填海辟建住宅區的構思。清末至辛亥革命期間，大量移民由國內湧入香港，令住房供不應求

，1914年初何啟與姻親區德（長子何永貞岳丈）牽頭組成「啟德營業有限公司」，在九龍寨城對開的九龍灣北岸進行填海工程，計劃建造一個名為啟德濱的花園城市。但此計劃在何啟逝世後，因1920年代的省港大罷工及海員大罷工之影響而失敗，土地其後被政府以近100萬港元購回，最後被發展成為啟德機場。
啟德機場在1998年7月6日完成其歷史任務後，已經拆卸成為啟德發展區。機場跑道尾被改建成為啟德郵輪碼頭。

## 外部連結
- 博物館開辦墓之旅- 太陽報 （页面存档备份，存于）
- 何啟 - 宋王臺